# 畢達哥利翁
畢達哥利翁（Pythagoreion）是位於希臘薩摩斯島上的一座古代城市。現在這裡則是一個著名的觀光地，並且擁有渡輪碼頭，有開往希臘本土和土耳其的渡輪。畢達哥利翁有眾多古希臘和古羅馬時期的遺跡，其中以薩摩斯島的赫拉神廟最為著名。1992年，畢達哥利翁被聯合國教科文組織列入世界文化遺產。